# Matthew Macfadyen
David Matthew Macfadyen (ur. 17 października 1974 w Great Yarmouth) – brytyjski aktor filmowy, teatralny i telewizyjny.

## Życiorys

### Wczesne lata
Urodził się w Great Yarmouth jako starszy syn aktorki i nauczycielki gry aktorskiej Meinir (z domu Owen) i Martina Macfadyena. Ma młodszego brata Jamiego. Jest wnukiem reżysera amatorskich przedstawień teatralnych. Jego ojciec pracował w przemyśle naftowym, co zmusiło rodzinę do ciągłych przeprowadzek na Bliski Wschód i do Brazylii.
W latach 1990–1992 uczył się aktorstwa w Oakham School w Rutland. W 1995 ukończył prestiżową Royal Academy of Dramatic Art w Londynie.

### Kariera
Związał się z trupą teatralną Cheek By Jowl Theater Company, debiutując w roli Antonia w spektaklu Księżna Malfi (Duchess of Malfi, 1995) i nieco później w przedstawieniu Szekspira Wiele hałasu o nic (Much Ado About Nothing, 1998) jako Benedick, a za obydwie role zdobył nominację do nagrody Iana Charlesona jako najlepszy aktor klasyczny poniżej 30. roku życia. Przyłączył się do Royal Shakespeare Company, występując w komedii szekspirowskiej Sen nocy letniej (Midsummer Night’s Dream, 1996) w roli Demetrusza oraz przedstawieniu Szkoła obmowy (School for Scandal, 1998) jako Charles Surface. Występował w Royal National Theater w produkcjach teatralnych: Bitwa królewska (Battle Royal, 1999) jako pan Brougham i Henryk IV (Henry IV, 2005) w roli księcia Hala. Pojawił się również na scenie West Endu i Broadwayu.
Na małym ekranie debiutował rolą Haretona Earnshaw w telewizyjnej adaptacji powieści Emily Brontë Wichrowe wzgórza (Wuthering Heights, 1998). Rola szeregowca Alana Jamesa w telewizyjnym dramacie wojennym Wojownicy (Warriors, 1999) przyniosła mu nominację do nagrody Royal Television Society. Znalazł się w obsadzie miniserialu BBC Czasy, w których przyszło nam żyć (The Way We Live Now, 2001).
Za główną rolę fotoreportera wojennego Paula Priora w nowozelandzkim dreszczowcu W legowisku mojego ojca (In My Father's Den, 2004) otrzymał nagrodę New Zealand Screen Award oraz nominację do angielskiej nagrody BIFA (British Independent Film Award). Jego przełomową rolą okazała się postać Pana Darcy w melodramacie Duma i uprzedzenie (Pride & Prejudice, 2005), za którą odebrał nagrodę Camie i był nominowany do nagrody krytyków londyńskich (ALFS).
W latach 2018–2023 wcielał się w rolę Toma Wambsgansa w serialu Sukcesja, za co nagrodzony został Nagrodą Emmy 2022 w kategorii najlepszego aktora drugoplanowego.

## Życie prywatne
8 października 2004 roku ożenił się z Keeley Hawes (ur. 1977). Mają dwoje dzieci – córkę Maggie (ur. 24 grudnia 2004) i syna Ralpha (ur. wrzesień 2006).

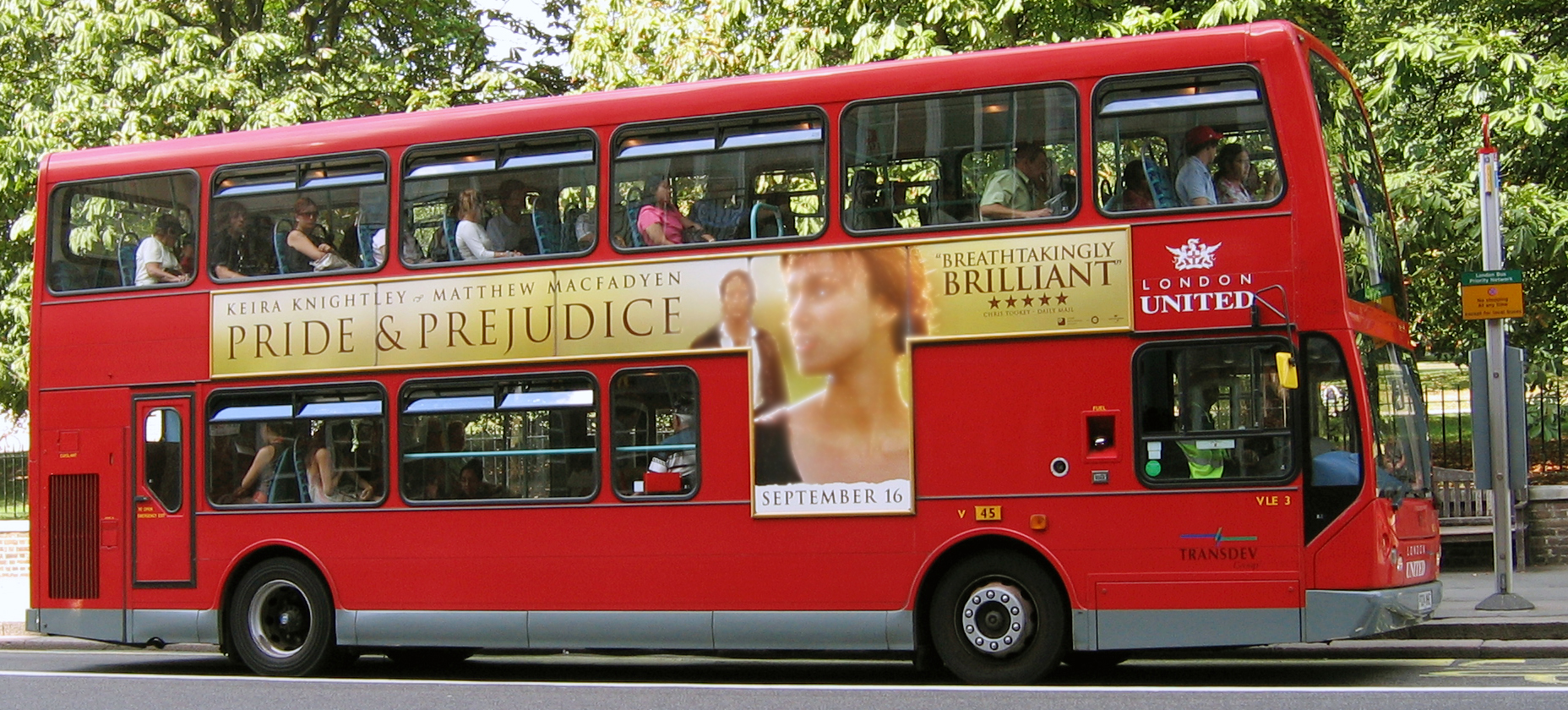
Matthew Macfadyen wraz z Keirą Knightley na plakacie z filmu „Duma i uprzedzenie”.

## Filmografia
- Wichrowe wzgórza (Wuthering Heights, 1998) jako Hareton Earnshaw
- Wojownicy (Warriors, 1999) jako szeregowy Alan James
- Murder Rooms: Mysteries of the Real Sherlock Holmes (2000) jako Waller (1 odcinek)
- Maybe Baby (2000) jako Nigel
- Enigma (2001) jako Cave
- Perfect Strangers (2001) jako Daniel
- Czasy, w których przyszło nam żyć (The Way We Live Now, 2001) jako sir Felix Carbury (4 odcinki)
- Projekt (The Project, 2002) jako Paul Tibbenham
- Tajniacy (Spooks, 2002–2004) jako Tom Quinn (18 odcinków)
- Rachunek sumienia (The Reckoning, 2003) jako sędzia królewski
- W kryjówce mojego ojca (In My Father's Den, 2004) jako Paul Prior
- Happy Birthday BBC Two (2004) jako on sam
- Duma i uprzedzenie (Pride & Prejudice, 2005) jako pan Darcy
- HBO First Look (2005) jako on sam (1 odcinek)
- Pride and Prejudice Revisited (2005) jako pan Darcy
- Middletown (2006) jako Wielebny Gabriel Hunter
- Proces norymberski (Nuremberg: Nazis on Trial, 2006) jako narrator (3 odcinki)
- The Politics of Dating (2006) jako on sam
- On Set Diaries (2006) jako on sam
- The 9/11 Liars (2006) jako narrator (głos)
- Zgon na pogrzebie (Death at a Funeral, 2007) jako Daniel
- Comic Relief 2007: The Big One (2007) jako Daniel
- Secret Life (2007) jako Charlie
- Lata Blaira (The Blair Years, 2007) jako narrator (głos, 2 odcinki), on sam (1 odcinek)
- Drogi Osamo (Incendiary, 2008) jako Terrence Butcher
- Powstać z popiołów (Ashes to Ashes, 2008) jako Gil Hollis (1 odcinek)
- Frost/Nixon (2008) jako John Birt
- Marple: A Pocket Full of Rye (2008) jako inspektor Neele
- Little Dorrit (2008) jako Arthur Clennam (14 odcinków)
- Enid (2009) jako Hugh Pollock
- System sprawiedliwości (Criminal Justice, 2009) jako Joe Miller (3 odcinki)
- Little Dorrit: An Insight (2009) jako on sam
- Dangerous Jobs for Girls (2009) jako narrator (głos, 4 odcinki)
- Inside MI5: The Real Spooks (2009) jako on sam – narrator (głos)
- Filary Ziemi (The Pillars of the Earth, 2010) jako Przeor Philip (8 odcinków)
- Robin Hood (2010) jako Szeryf z Nottingham
- The Promised Land (2011) jako Geoffrey Morton
- Trzej muszkieterowie (Three Musketeers, 2011) jako Atos
- Anna Karenina (2012) jako Stiepan „Stiwa” Obłoński
- Ripper Street (2012−2013) jako detektyw Inspektor Edmund Reid
- Upadek królestwa (2015–2016) jako lord Uhtred (1 odcinek)
- Dziadek do orzechów i cztery królestwa (2018) jako pan Stahlbaum
- Sukcesja (Succession, 2018–2023) jako Tom Wambsgans[4]
- Deadpool & Wolverine (2024) jako Agent Paradox

## Nagrody i nominacje
| Rok  | Nagroda                                            | Kategoria                              | Rola                 | Film                                              | Rezultat  |
| ---- | -------------------------------------------------- | -------------------------------------- | -------------------- | ------------------------------------------------- | --------- |
| 2000 | Royal Television Society Television Award          | Najlepszy aktor                        | szeregowy Alan James | Wojownicy (Warriors, 1999)                        | Nominacja |
| 2005 | New Zealand Film and TV Award                      | Najlepszy aktor                        | Paul Prior           | W kryjówce mojego ojca (In My Father's Den, 2004) | Wygrana   |
| 2005 | British Independent Film Award                     | Najlepszy aktor                        | Paul Prior           | W kryjówce mojego ojca (In My Father's Den, 2004) | Nominacja |
| 2006 | CAMIE Awards                                       | Najlepszy aktor                        | Pan Darcy            | Duma i uprzedzenie (Pride & Prejudice, 2005)      | Wygrana   |
| 2006 | ALFS Award (London Film Critics’ Circle)           | Najlepszy aktor                        | Pan Darcy            | Duma i uprzedzenie (Pride & Prejudice, 2005)      | Nominacja |
| 2008 | Brytyjska Akademia Sztuk Filmowych i Telewizyjnych | Najlepszy aktor telewizyjny            | Charlie              | Secret Life (2007)                                | Nominacja |
| 2008 | RTS Television Award                               | Najlepszy aktor                        | Charlie              | Secret Life (2007)                                | Wygrana   |
| 2009 | Amerykańska Gildia Aktorów Filmowych               | Najlepszy filmowy zespół aktorski      | John Birt            | Frost/Nixon (2008)                                | Nominacja |
| 2009 | Royal Television Society RTS Television Award      | Najlepszy aktor                        | Arthur Clennam       | Little Dorrit (2008)                              | Nominacja |
| 2023 | Nagroda Emmy 2022                                  | Najlepszy aktor drugoplanowy w serialu | Tom Wambsgans        | Sukcesja                                          | Wygrana   |